# Michael Comtesse
Michael Comtesse ist ein deutscher Drehbuchautor und Regisseur.

## Biografie
Nach dem Abitur war Comtesse zunächst für eine Legislaturperiode Kreistagsabgeordneter im Hochtaunuskreis und arbeitete einige Jahre in einer Einrichtung für psychisch kranke, geistig behinderte Menschen. Parallel studierte er von 1997 bis 2000 an der Johann Wolfgang Goethe-Universität Frankfurt am Main Kulturanthropologie bzw. Europäische Ethnologie und Kunstgeschichte. Von 2000 bis 2002 folgte ein Studium in Visueller Kommunikation an der Hochschule für Gestaltung Offenbach am Main. Nach dem Vordiplom wechselte Comtesse an die Filmakademie Baden-Württemberg und studierte dort anschließend zwischen 2002 und 2007 Drehbuch. Seit 2004 arbeitet er als Regisseur und Drehbuchautor.

## Filmografie

### Als Regisseur
- 2004: Hauen und Stechen (Kurzfilm)
- 2005: Lost in Romania (Kurzfilm)
- 2006: Maisfeld des Grauens (Kurzfilm)
- 2007: Salsa Biggicita (Kurzfilm)

### Als Drehbuchautor
- 2006: Maisfeld des Grauens (Kurzfilm)
- 2007: Salsa Biggicita (Kurzfilm)
- 2010: SOKO Stuttgart – Der Prototyp
- 2015: Schwarzach 23 und die Hand des Todes
- 2015: Familie verpflichtet
- 2015: Der Kriminalist – Die Unschuld der Engel
- 2016: Der Kriminalist – Die zwei Tode des Igor Dovgal
- 2017: Der Kriminalist – Mutter des Sturms
- 2017: Tatort: Dein Name sei Harbinger
- 2018: Tatort: Wir kriegen euch alle
- 2019: Tatort: Wo ist nur mein Schatz geblieben?
- 2020: Tatort: Das perfekte Verbrechen
- 2020: Tatort: Die Zeit ist gekommen
- 2022: Tatort: Leben Tod Ekstase
- 2023: Der Schatten (Fernsehserie)

## Auszeichnungen
- 2005: Caligari-Filmpreis für Lost in Romania
- 2015: Miami-LGBT-Filmfestival-Preis für Familie verpflichtet in der Kategorie Best Feature Film